# 乌特·基希艾斯-韦塞尔
乌特·基希艾斯-韦塞尔（德語：Ute Kircheis-Wessel，1953年5月18日—），德国女子击剑运动员。她曾代表西德参加1976年和1984年夏季奥林匹克运动会击剑比赛，其中1984年奥运会获得一枚金牌。